# シャンタル・ハン
シャンタル・ハン（Marie Antoinette Estrelle Chantal Han 1966年7月26日 - ）は、オランダのアムステルダム出身の柔道選手。階級は61kg級と66kg級。身長168cm。夫のロブ・ヘンネフェルトも柔道選手で、ロサンゼルスオリンピックでは78kg級で7位になっている。

## 人物
1982年のヨーロッパ選手権61kg級で2位になるが、世界選手権では7位に終わった。1984年にウィーンで開催となった世界選手権ではわずか18歳で決勝まで進むも、ベネズエラのナターサ・エルナンデスに敗れたが銀メダルを獲得した。その後階級を66kg級に上げると、1987年のヨーロッパ選手権では優勝を飾ったが、世界選手権では5位だった。1988年の世界学生では2位となった。1989年の世界選手権では5位だった。1991年のヨーロッパ選手権では3位になった。1992年にはバルセロナオリンピックに出場するものの9位だった。

## 主な戦績
61kg級での戦績
- 1982年 - ヨーロッパ選手権　2位
- 1982年 - 世界選手権　7位
- 1984年 - ドイツ国際　優勝
- 1984年 - ベルギー国際　優勝
- 1984年 - 世界選手権　2位

66kg級での戦績
- 1987年 - オランダ国際　優勝
- 1987年 - ドイツ国際　2位
- 1987年 - ヨーロッパ選手権　優勝
- 1987年 - 世界選手権　5位
- 1988年 - 世界学生　2位
- 1989年 - ドイツ国際　優勝
- 1989年 - ポーランド国際　優勝
- 1989年 - 世界選手権　5位
- 1991年 - ドイツ国際　3位
- 1991年 - ヨーロッパ選手権　3位
- 1992年 - バルセロナオリンピック　9位